# 팔공산 산중전통장터
팔공산 산중전통장터 승시축제는 고려와 조선시대 승려들의 장터 문화인 ‘승시(僧市)’를 현대적으로 재현한 불교 전통문화 축제이다.

## 역사 및 목적
2010년에 시작되어 매년 대한불교조계종 제9교구 동화사의 주관 아래 10월 1일부터 3일까지 대구 팔공산 동화사에서 개최된다.
승려들의 생활과 수행을 소개하며, 대구 지역의 문화유산을 보존하고 전통문화를 통한 공동체의 의미를 알리는 데 목적이 있다.

## 주요 프로그램
축제는 개막법요식, 개막 축하공연, 전통공연, 불교문화 체험 등으로 구성된다.
- 장터마당: 전통 장터 승시를 재연하며, 먹거리 장터와 불교문화 체험 부스를 운영한다.
- 공연마당: 동화사 풍물패 공연, 취타대 행렬, 승가 법고대회, 씨름, 족구, 탁구 등 스님들의 경연대회와 전통 예술 공연이 열린다.
- 체험마당: 전통놀이, 만다라 그리기, 천연 염색 체험 등 불교와 관련된 체험 활동이 제공된다.

## 교통
대구시는 축제 기간 동안 동대구역에서 행사장까지 급행 버스를 증차하고, 행사장 입구까지 셔틀버스를 운행하여 관람객 편의를 지원한다.